# Cape Point
Cape Point – przylądek w Republice Południowej Afryki, na południowym krańcu Półwyspu Przylądkowego. Położony jest około 2 kilometry na wschód od Przylądka Dobrej Nadziei, z którym bywa mylony. 
Znajduje się na nim latarnia morska.

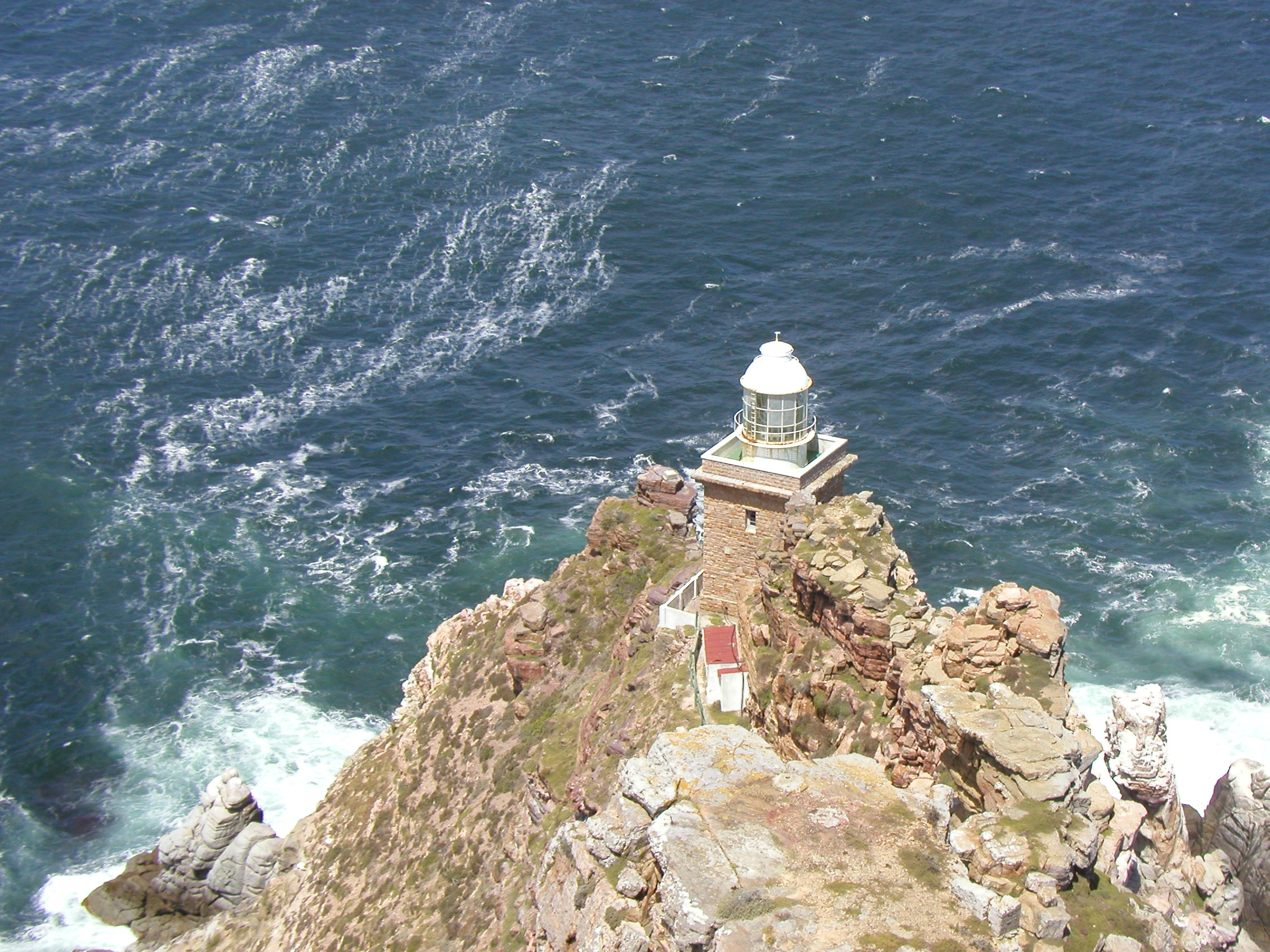
Latarnia morska na przylądku Cape Point